# Лінія Сталіна

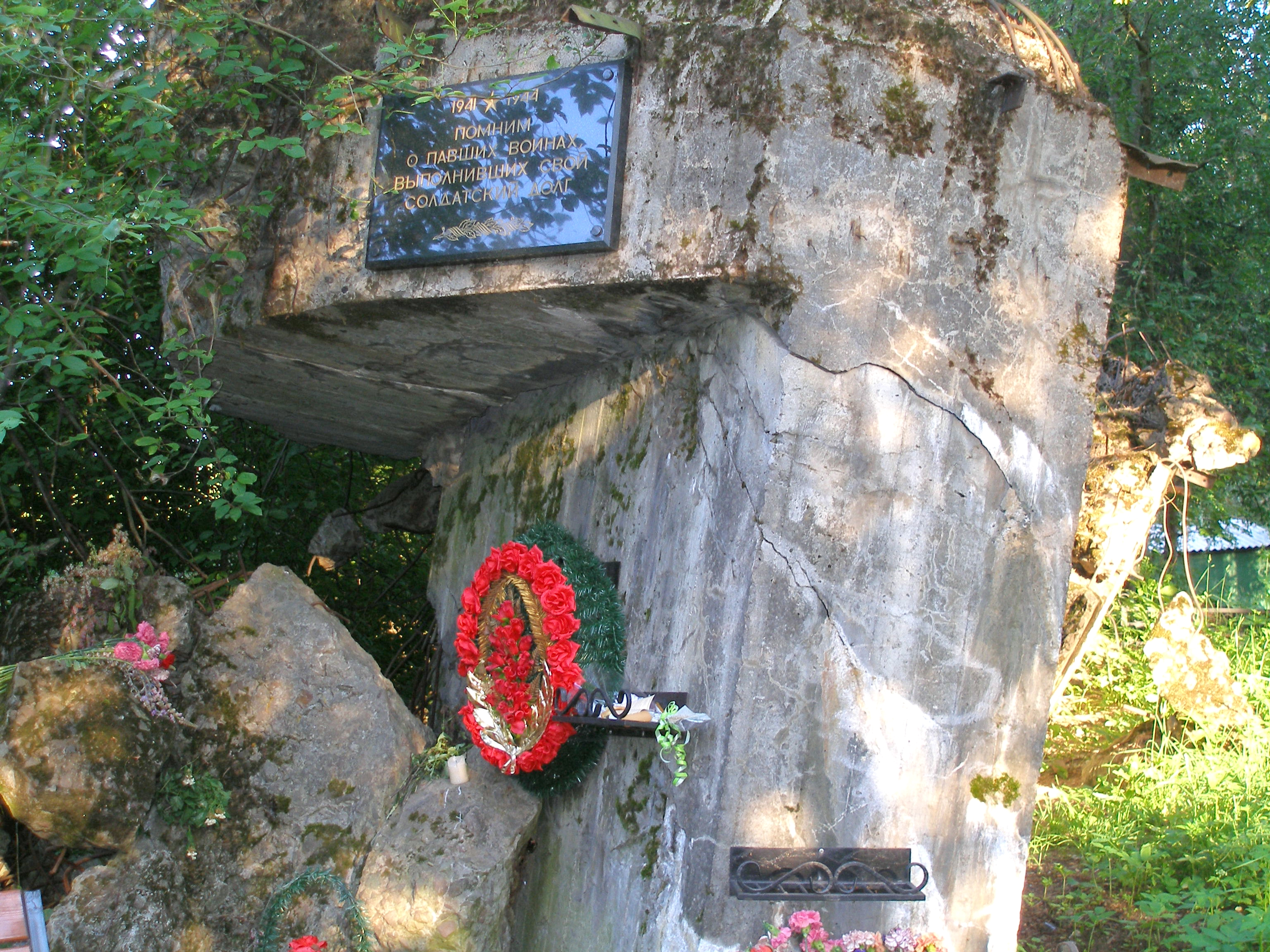
Меморіальна дошка на руїнах Доту «Мільйонер» в Білоострові

«Лінія Сталіна» (Die Stalinlinie), в 1930-х роках — оборонна лінія в СРСР, система вузлових оборонних споруд на кордоні СРСР (до 1939 року), що складалася з укріпрайонів (УР) від Карельського перешийка до берегів Чорного моря.

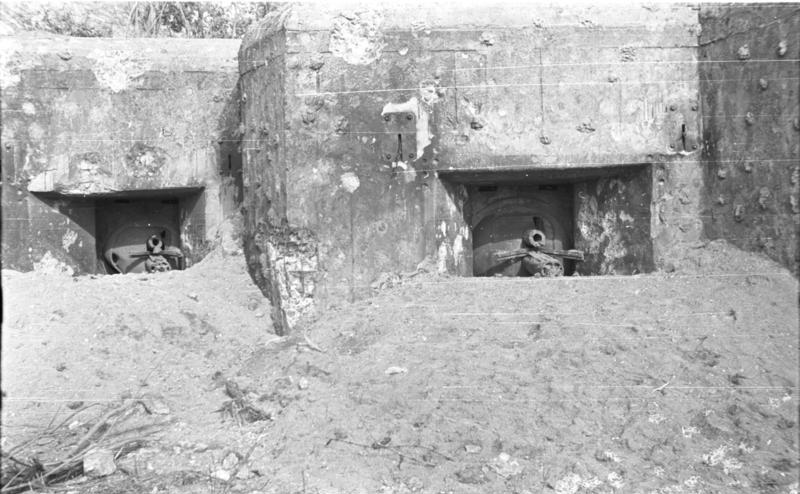
Вогневі доти Лінії Сталіна під Могилевом

Спочатку їх було 13 одиниць, а потім з'явилися ще 8 укріплених районів уздовж західних кордонів Радянського Союзу. Їх нумерація починалася з номера 1. Але укріпленими районами були посилені не тільки західні, але й східні рубежі країни. Від Благовіщенська до Владивостока пролягала смуга з 13 укріпрайонів. Їх нумерація починалася з номера 101. Всі укріплені райони будували за єдиним типовим проектам, їх організаційна структура визначалася у відповідності з єдиними вимогами по єдиній методиці.
Для охорони і оборони укріпрайонів були призначені війська укріплених районів РСЧА ЗС СРСР.

## Назва
У Радянському Союзі ці укріпрайони офіційно ніколи не називали «Лінією Сталіна». Так їх називала тільки німецька пропаганда і західна преса. Ця назва вперше з'явилась в грудні 1936 року, у статті російськомовної газети «Сьогодні», що видавалася в Латвії. Потім ця стаття була передрукована у британській газеті «Daily Express», і термін «лінія Сталіна» отримав поширення.

## Історія створення
Будівництво перших тринадцяти укріпрайонів (УР) почалося в 1928 році: Карельський, Кінгісеппський, Псковський, Полоцький, Мінський, Мозирський, Коростенський, Київський, Новоград-Волинський, Летичівський, Могилів-Подільський, Рибницький, Тираспольський укріпрайони.
Ці укріпрайони були протяжністю від 50 до 150 км по фронту, включали передові позиції і перешкоди глибиною до 12 км і основні позиції глибиною близько 4 км. По можливості, фланги УР прикривалися природними перешкодами, і кожен УР повинен був прикривати важливий маршрут.
У 1938 році почалося будівництво ще восьми нових укріпрайонів між вже існуючими: Островський, Себезький, Слуцький, Шепетівський, Ізяславський, Старо-Костянтинівський, Остропільський, Кам'янець-Подільський укріпрайони.
За німецькими даними (складеним після захоплення «Лінії Сталіна» в 1941 році), на цій лінії (не рахуючи Карельського УР) було 142 каземати і позиції для польової артилерії (калібру 76 мм), 248 казематів і бункерів для протитанкових гармат (калібру 45 мм) і 2572 казематів і бункерів для кулеметів. Найбільше побудованих споруд було у Мінському УР — 33 артилерійських, 114 протитанкових, 401 кулеметних. У деяких УР були відсутні артилерійські позиції (Полоцький УР) або протитанкові (Мозирський, Коростенський, Летичівський, Рибницький УР).

## Консервація
Після приєднання до СРСР у 1939—1940 роках західної Білорусі, Західної України, Прибалтійських республік і Бессарабії — «Лінія Сталіна» була законсервована, і приблизно на 300 км на захід стала зводитися нова Лінія Молотова.

## Організаційна структура укріпленого району

### Як формування
У кожному конкретному випадку організаційна структура УР визначалася окремо, виходячи з важливості оборонного напрямку, умов місцевості, наявності сил і засобів. З початку це була стрілецька дивізія укріпленого району (Уровська дивізія), наприклад див. 50-та стрілецька дивізія (50 сд). Потім, до Другої світової війни, в склад УР, зазвичай, входили управління і штаб, 3 — 4 окремих кулеметно-артилерійських батальйони, кілька окремих кулеметних рот і взводів капонірної артилерії, саперний батальйон, батальйон зв'язку, автотранспортна рота. В загрозливий період кількість артпульбатів могла бути доведена до 8. У ряді випадків УР міг включати до свого складу 1 — 2 артилерійських дивізіони або навіть артилерійський полк. Бували варіанти, відмінні від типової організації.

### Як споруди
Як споруда УР міг включати в свій склад:
- Довготривалі укріплені позиції (інженерні споруди):
  - окоп;
  - траншея;
  - бліндаж;
  - хід сполучення;
  - бронековпак;
  - ДОТ;
  - ДЗОТ;
  - ЖБОТ;
  - каземат;
  - капонір;
  - бастіон;
  - форт.
- Загородження:
  - керовані і некеровані мінні поля;
  - дротяні загородження;
  - надовби;
  - ескарп;
  - контрескарп;
  - протитанковий рів;
  - протитанкові їжаки.
- Війська укріплених районів (війська УР).

Своїми силами УР був здатен вести тривалу наполегливу оборону. Однак міць укріпленого району, як фортифікаційної споруди багаторазово зростає, якщо, крім постійного гарнізону (див. вище), він посилювався так званим польовим заповненням. Простіше кажучи, УР повинен служити опорною базою з'єднання. У кожному УР, крім постійного гарнізону, бажано мати ще й стрілецьку дивізію, а краще — стрілецький корпус. При такій взаємодії довготривалі вогневі споруди з постійними гарнізонами УР є сталевим каркасом польовий оборони військ. Стрілецькі полки і дивізії відривають кілька рядів окопів і траншей, прикриваючи підходи до довготривалих споруд (ДОТ), не допускаючи до них ворожу піхоту і саперів, а довготривалі споруди надають непробивну міцність і забезпечують потужну вогневу підтримку стрілецькою батальйонам, полкам і дивізіям.
У разі, коли стрілецька дивізія або корпус отримують укріплений район як опорну базу, з'являється можливість розташувати командні пункти і вузли зв'язку полків, дивізій, так і більш високих командних інстанцій практично в повній безпеці. Їх здатність здійснювати постійне і тверде керівництво підлеглими військами різко зростає. Всередині укріпленого району розташовуються полкові, дивізійні, корпусні склади і сховища, госпіталі, ремонтні бази. Всього цього більше не загрожує небезпека раптово потрапити під гусениці ворожих танків. Маючи свої найбільш вразливі органи управління і тили в укріпленому районі, дивізію або корпус здатні завдавати потужних ударів супротивнику, виходячи далеко за обводи УР. Їм не потрібно багато транспорту, та забезпечувати їх легко, адже в укріпленому районі можна завчасно створити практично невичерпні запаси боєприпасів, продовольства, пально-мастильних матеріалів та інше. Бойові частини діють без нічого, не обтяжуючи себе важкими тилами і обозами з запасами. Евакуація поранених, пошкодженої техніки і озброєння здійснюється в стаціонарні добре укриті і захищені госпіталі та ремонтні бази. У разі невдачі полки і дивізії можуть швидко відійти на заздалегідь підготовлені позиції. Так все і було організовано до 1939 року.

## Друга світова війна
Незважаючи на зняття з постійного бойового чергування, «Лінія Сталіна» зіграла певну роль на початку Другої світової війни. Деякі з УР були зайняті на початку липня 1941 року приписаними до них кулеметними батальйонами, а також деякими з відступаючих частин Червоної Армії, і чинили опір противнику від кількох днів до двох тижнів. Карельський УР з літа 1941 до червня 1944 року служив основною лінією оборони Ленінграда з півночі. Київський УР з початку липня по 19 вересня 1941 року служив основою оборони Києва.
Після Другої світової війни, лінія не була збережена, почасти через велику кількість подібних споруд по всьому СРСР. На відміну від Західної Європи, де подібні фортифікаційні споруди були знесені з міркувань розвитку і безпеки, велика частина Лінії Сталіна пережила розпад СРСР в 1991 році.
В наш час, залишки укріплень лінії Сталіна розташовані в Білорусі, Росії та Україні, а також, можливо, у східних районах Молдови.

## Пам'ять
- У 2005 році в Білорусі поблизу агромістечка Лошани[ru] з використанням ДОТ Мінського укріпрайону[ru] був створений історико-культурний комплекс «Лінія Сталіна»[be] — військово-історичний музей під відкритим небом.
- 24 липня 2012 року на території історико-культурного комплексу «Лінія Сталіна», неподалік Заславля, відкрито пам'ятник білоруським військовим морякам і морським піхотинцям.
- У 2009 році в Сестрорецьку відкритий виставковий комплекс МПК «Сестрорецький Кордон», що складається з ДОТ АПК-1 «Слон» і малих вогневих точок навколо нього.
- У 2009 році відкрито військово-історичний комплекс «Лінія Сталіна» у Псковській області.